# Isochromodes palumbata
Isochromodes palumbata là một loài bướm đêm trong họ Geometridae.